# جاده ئی۳۲ اروپا
جاده ئی۳۲ اروپا (به انگلیسی: European route E32) یکی از جاده‌های اصلی قاره اروپا است که در کشور انگلستان قرار دارد.
این جاده که از شهر کولچستر شروع شده، در شهر هارویچ به پایان می‌رسد و مسافت آن ۳۱ کیلومتر است.